# Marino di Teana

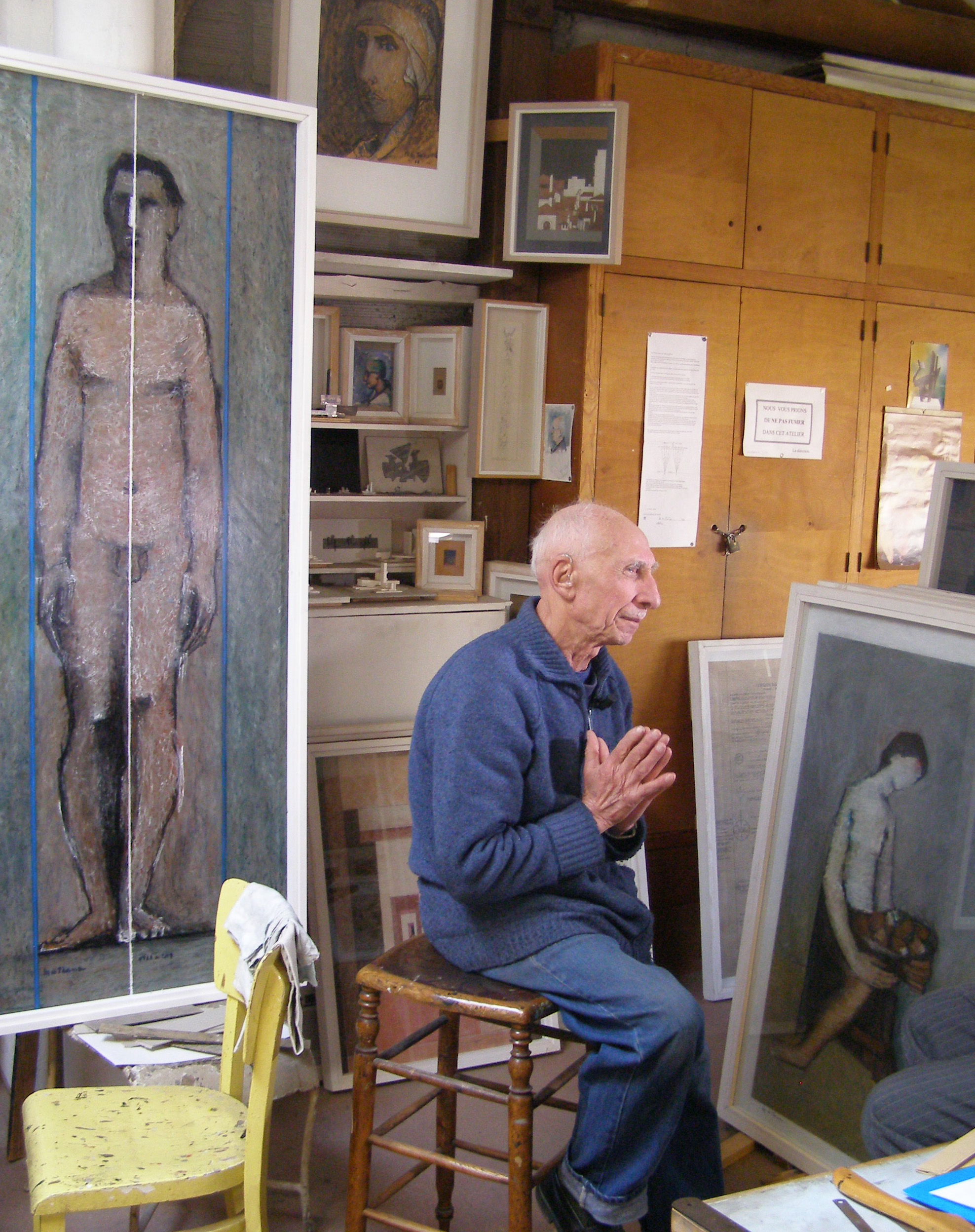
di Teana in seinem Atelier (2007)

Francesco Marino (* 8. August 1920 in Teana, Süditalien; † 1. Januar 2012 in Périgny, Frankreich), bekannt unter seinem Künstlernamen Marino di Teana, war ein italienisch-argentinischer Bildhauer, der für seine monumentalen Skulpturen bekannt ist.

## Leben
Im Alter von fünf Jahren begann er bei seinem Großvater als Hirte und als Jugendlicher als Maurer zu arbeiten. Im Jahr 1936 wanderte er mit seiner Familie nach Argentinien aus, wo er zusammen mit seinem Vater als Maurer arbeitete und später Bauleiter wurde. In den Abendstunden besuchte er die Polytechnische Schule Emilio Salgueira. 1945 nahm er ein Studium an der Hochschule für Bildende Künste Ernesto de la Cárcova in Buenos Aires auf, das er 1949 mit dem akademischen Titel eines Profesor Superior abschloss. Am selben Institut erhielt er eine Professur, die er jedoch ablehnte, um nach Europa zurückzukehren. 1952 hielt er sich zunächst in Spanien und 1953 in Frankreich auf und ließ sich in Paris nieder.
In der französischen Hauptstadt begann Marino eine lange Karriere als Bildhauer und Stadtplaner und kam in Kontakt mit zahlreichen international bekannten Künstlern wie Le Corbusier, Yaacov Agam, Anton Pevsner (Anton Abramowitsch Pewsner), Victor Vasarely und Richard Mortensen. Viele von Marinos monumentalen Werken wurden in Frankreich und Deutschland realisiert und einige von ihnen sind in verschiedenen Museen auf der ganzen Welt ausgestellt.
Er war fünfundzwanzig Jahre lang Professor für Architektur an der American School of Fine Arts in Fontainebleau. 1982 vertrat er Argentinien auf der Biennale von Venedig und 1997 wurde er als Vertreter Europas zum 27. Internationalen Kunstsymposium in Seoul eingeladen, wo er auch Vorträge über Kunst hielt. Im Jahr 2007 erhielt er vom Präsidenten der Region Basilikata, Vito De Filippo, die Ehrenbürgerschaft. Im Jahr 2008 schuf er auf Anfrage der Region Basilikata in Zusammenarbeit mit seinem Sohn Nicolas vier monumentale Skulpturen für seine Heimatstadt.
Er verstarb im Jahr 2012 im Alter von 91 Jahren.

## Liste monumentaler Skulpturen
- Realisierung einer Edelstahlstruktur für Compagnie de Saint-Gobain in Rantigny (1962)
- Carpentras: Edelstahlskulptur für die technische Fachhochschule
- Choisy-le-Roi: Zwei Edelstahlskulpturen für die Gruppe von Gebäuden „Résidence“
- Paris-la-Défense: Stahlskulptur in der Lobby des CB15 Turm (1966)
- Chevilly, Orléans: Struktur Stahl, 17 m hoch, für die GEEP Industrie durchgeführt (1967)
- Montpellier: Cortenstahlkonstruktion für LTE Jean Mermoz, 16,50 m hoch (1967)
- Gournay-en-Bray: Betonstruktur für die CES, 5 m hoch (1968)
- Mulhouse: Stahlkonstruktion für ENSET von, 10 m hoch
- Thann: Stahlskulptur für die CETI – Universität Mulhouse, 2 × 4 m (1968)
- Carbon-Stahlkonstruktion für CES (1970)
- Reims. Edelstahl-Skulptur für die CES der europäischen Nachbarschaft, 4 m hoch (1970)
- Grenoble: Kohlenstoffstahl-Skulptur für CES Ampere im Jahr 1971
- Farebersviller Cortenstahlkonstruktion, 1972 für die Staatsfachschule
- Herblay (Val d'Oise): schwarz lackierte Stahlskulptur für CES Jean Villar (1972)

## Auszeichnungen und Dekorationen

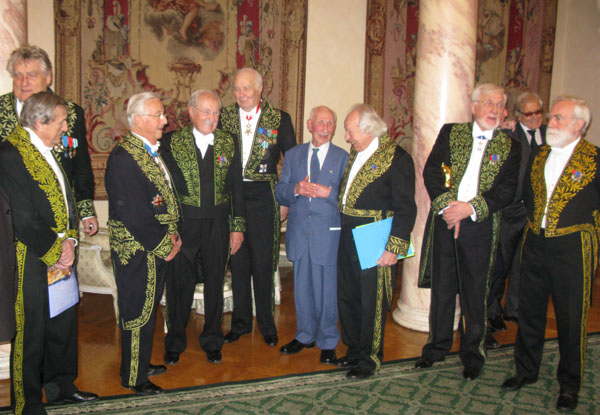
Marino di Teana im l'Institut de France (2009)

- Premio Mitre in Argentinien in 1945, Äquivalent zum Prix de Rome.
- Gewinner in 1962 des Premio Saint Gobain.
- Ehrenurkunde beim XIV Triennale di Milano in 1972.
- Vertreter Argentiniens bei der Internationalen Biennale der Kunst in Venedig, 1982.
- Silbermedaille von Willy Brandt im Jahr 1965 vergeben ex aequo mit Le Corbusier im Kongress für Architektur und Städtebau von Bochum als Vertreter von Frankreich.
- Er bekam einen Ritterorden für Kunst und Literatur im Jahr 1974 in Frankreich.
- Ehrenpreis in der Fundación Konex von Buenos Aires „Künstler Pastici“, 1982.
- Mit der Silbermedaille von der Architektur Française d' Académie ausgezeichnet, 1987.
- Ehrenmedaille von der Universität Seoul im Jahr 1997 anlässlich des 27. Internationalen Symposium der Künste verliehen.
- Medaille und die Ehrenbürgerschaft von der Region Basilicata im Jahr 2007 verliehen.
- Ehrenmedaille von Międzynarodwe verliehen, Rzeźby Triennale in Poznań (Polen) im Jahr 2009.
- Prix Kommandant Paul-Louis Weiller, des Institut de France, Académie des Beaux-Arts 2009 verliehen.